# Shibui
Shibui (渋い) (adjektiv), shibumi (渋み) (substantiv) eller shibusa (渋さ) (substantiv) er japanske ord, der refererer til en æstetik af enkel, raffineret og ikke-påtrængende skønhed. Shibui kan gælde for en bred vifte af emner, ikke kun kunst eller mode.
Shibusa er en beriget, afdæmpet fremtoning eller oplevelse af iboende fin kvalitet med økonomi i design, udformning eller indsats, der producerer en tidløs ro. Shibusa indeholder følgende væsentlige kvaliteter:
- Shibui-objekter ser ud til at være enkle generelt, men de indeholder subtile detaljer, såsom teksturer, der balancerer enkelhed med kompleksitet.
- Denne balance mellem enkelhed og kompleksitet sikrer, at man ikke bliver træt af et shibui-objekt, men hele tiden finder nye betydninger og beriget skønhed, der får dets æstetiske værdi til at vokse med årene.[3]
- Shibusa balancerer mellem kontrasterende æstetiske begreber som elegant og groft, eller spontant og behersket.[4]

Dette inkluderer farver, der bruges mere til meditation end til spektakel: Underspillet, ikke uskyldig. Afdæmpede farver, mudret med grå toner skaber den æstetiske effekt (Shibuichi er en billon-metallegering med et sølvgrå udseende). I boligindretning og maling føjes grå til primærfarverne for at skabe en sølvgrå effekt, der binder forskellige farver sammen i et sammenhængende tema. Afhængigt af hvor meget gråt der tilsættes, spænder shibui-farverne fra pasteller til mørke. Brun, sort og blød hvid foretrækkes. Stille monokromer og sparsomt afdæmpet design giver en dyster sindsro med et strejf af glimt. Lejlighedsvis tilføjes en plet med lys farve som et højdepunkt.

## Definition
Shibusa må ikke forveksles med wabi eller sabi. Selvom mange wabi- eller sabi-objekter er shibui, er ikke alle shibui-objekter wabi eller sabi. Wabi- eller sabi-objekter kan være mere alvorlige og nogle gange overdrive tilsigtede ufuldkommenheder i en sådan grad, at de kan synes at være kunstige. Shibui-objekter er ikke nødvendigvis uperfekte eller asymmetriske, selvom de kan indeholde disse kvaliteter.
De syv elementer i shibusa er enkelhed, implicititet, beskedenhed, naturlighed, hverdagslighed, ufuldkommenhed og stilhed. De er tilpasset fra koncepterne forfattet af Dr. Yanagi Sōetsu (1898-1961), æstetiker og museumsinspektør, offentliggjort i det japanske magasin Kōgei mellem 1930 og 1940. Den aristokratiske enkelhed af shibusa er det raffinerede udtryk for essensen af elementer i en æstetisk oplevelse, der producerer stilhed: Sparsom elegance er tydeliggøres i mørk sindsro med et strejf af glimt. Implicitte egenskaber tillader følelsesdybden at være synlig gennem sparsomt overfladedesign og manifesterer derved den usynlige kerne, der giver nye betydninger med hvert møde. Personen af shibui-beskedenhed ophøjer ekspertise ved at tage sig tid til at lære, se, læse, forstå, udvikle, tænke og flettes sammen til underdrivelse og tavshed om sig selv. Naturlighed formidler spontanitet i utvungen vækst. Shibusa-friheden bevares i en sund ruhed af tekstur og uregelmæssig asymmetrisk form, hvori centrum ligger hinsides alle særlige ting, i det uendelige. Hverdagen hæver almindelige ting til en hædersplads, uden samtlige kunstige og unødvendige egenskaber, og bibringer dermed åndelig glæde - for i dag er mere gunstigt end i morgen. Hverdagen danner en ramme, en tradition for, at en kunstners oeuvre er en enhed og ikke en proces. Hiroshi Mizuo hævder, at de bedste eksempler på shibusa findes i håndværket, almindelige genstande lavet til hverdagsbrug. De har en tendens til at være mere spontane og sunde end mange af de skønne kunster. Ufuldkommenhed er illustreret i Nathaniel Hawthornes gotiske roman, The Marble Faun. Kapitlet "An Aesthetic Company" nævner nogle slidte og dårligt konditionerede antikke tegninger, samt deres tilskrivninger og dyder.
The aroma and fragrance of new thought were perceptible in these designs, after three centuries of wear and tear. The charm lay partly in their very imperfection; for this is suggestive and sets the imagination at work.
Yanagi Sōetsu, i The Unknown Craftsman, omtaler ufuldkommenheden i shibusa som "skønhed med indre implikationer". Skabelse betyder her at lave et stykke, der vil få beskueren til at trække skønhed ud af det for sig selv. Shibui-skønhed i te-ceremonien er i beskuerens kunstnerskab.
Shibusas fristed af tavshed er ikke-dualisme – løsningen af modsætninger. Dens grundlag er intuition kombineret med tro og skønhed, der afslører faser af sandhed, og tilbedelse og ærbødighed for livet.
I James A. Micheners bog Iberia omtales adjektivet shibui som det følgende: "Japanerne har et ord, som opsummerer alt det bedste i japansk liv, men det har ingen forklaring og kan ikke oversættes. Det er ordet shibui, og den bedste tilnærmelse til dens betydning er 'stringent god smag'." Forfatteren Trevanian (dr. Rodney William Whitakers nom de plume) skrev i sin bestsellerroman fra 1979, Shibumi, at "Shibumi har at gøre med stor raffinement, der ligger til grund for almindelige forekomster." I forretningsfablen The Shibumi Strategy skrev forfatteren, Matthew E. May, at shibumi "er kommet til at betegne de ting, der udviser paradoksalt og på én gang det allerbedste af alt og ingenting: Elegant enkelhed. Ubesværet effektivitet. Underspillet ekspertise. Smuk ufuldkommenhed."
Shibui er en registrering eller "følt fornemmelse" af udviklende perfektion. Det der bliver registreret, er "livet" bag enhver oplevelses kvaliteter. En følt fornemmelse af kvaliteter, såsom stille skønhed med intelligens, kærlighed, lys og glæde. Disse egenskaber kan nemmere registreres, når man stille og roligt ser simple, naturlige, dagligdags fænomener eller genstande, såsom en solopgang eller et simpelt stykke keramik. Shibui kan nogle gange lettere registreres af to mennesker i en meditativ tilstand (stille i deres følelser og deres sind), mens de ser det samme fænomen eller objekt. For eksempel, når de ser den samme solnedgang eller kunstværk, ubevidst, registrerer begge mennesker kvaliteterne af det liv eller implicitte, der ligger til grund for oplevelsen eller objektet; denne registrering af det underliggende liv fælder ind i det bevidste som registrering af noget ekstraordinært i det daglige almindelige. Hvis I begge registrerer, og derefter ser ind i den anden persons øjne, forstår I, at I begge delte det samme fænomen, en viden om det underliggende liv, eller i det mindste kvaliteterne i det underliggende liv. De registrerede kvaliteter kan virke paradoksale. Komplekse oplevelser eller objekter virker simple; perfektion findes i ufuldkommenhed. Alle genstande og oplevelser, både hverdagslige og ekstraordinære, kan have en skønhed, en stille målrettet hensigt, en kølig, faktisk underliggende glæde.
Pottemagere, musikere, malere, bonsai og andre kunstnere arbejder ofte for at bringe shibui-lignende kvaliteter ind i deres kunst. Nogle få går bag om disse kvaliteter for at bringe det underliggende "liv" ind i deres kunst. Ekspertsangere, skuespillere, keramikere og kunstnere af alle andre slags blev ofte sagt at være shibui; deres ekspertise fik dem til at gøre tingene smukt uden at gøre dem overdrevne eller prangende. I dag siges baseballspillere endda at være shibui, når de bidrager til holdets overordnede succes uden at gøre noget for at skille sig ud individuelt. Den tilsyneladende lethed udvist af atleter som tennisspilleren Roger Federer og hockey-stjernen Wayne Gretzky er eksempler på shibumi i personlig præstation. Shibui og dets underliggende liv findes i al kunst og i alt omkring os – inklusive os selv. At tage vejen til at forstå og opleve shibui er et skridt i retning af at forstå og bevidst registrere livet, der ligger til grund for alt.

## Udtrykkets historie
Oprindelsen er i Muromachi-perioden (1336-1573) som shibushi, og udtrykket refererede oprindeligt til en sur eller astringerende smag, såsom den af en umoden persimmon. Shibui opretholder stadig denne bogstavelige betydning og forbliver antonymet til amai (甘い), der betyder "sød".
Ved begyndelsen af Edo-perioden (1615-1868) var udtrykket dog gradvist begyndt at henvise til en tiltalende æstetik. Befolkningen i Edo udtrykte deres smag ved at bruge dette udtryk til at henvise til alt fra sang til mode til håndværk, der var smukt ved at være underspillet, eller ved at være præcis, hvad det var meningen at være og ikke uddybet. I bund og grund opsøger det æstetiske ideal om shibumi begivenheder, forestillinger, mennesker eller genstande, der er smukke på en direkte og enkel måde uden at være prangende.
The Unknown Craftsman, et udvalg af kunstkritikeren Yanagi Sōetsus værk oversat af keramiker Bernard Leach, diskuterer shibumi.
Begrebet shibui blev introduceret til Vesten i de Elizabeth Gordon-redigerede august og september 1960-udgaver af det amerikanske magasin House Beautiful, henholdsvis med undertitlen "Discover shibui, the word for the highest level in beauty" og "How to be shibui with American things".

## Yderligere læsning
- Gropius,Walter; Tange, Kenzo; Ishimoto, Yasuhiro (1960), Katsura. New Haven, Connecticut:Yale University Press. ISBN 978-1-904313-59-5
- "Kodansha Encyclopedia of Japan". Tokyo, 1993 Japan: An Illustrated Encyclopedia. "Shibui," page 1361. ISBN 978-0-02-897203-9
- Leach, Bernard (1976) A Potter's Book. London:Faber and Faber. ISBN 978-0-571-10973-9
- Lee, Sherman E. (1982)Far Eastern Art, page 476. New York:Prentice-Hall Abrams. ISBN 0-8109-3414-0
- May, Matthew E. (2011) The Shibumi Strategy. San Francisco, CA. Jossey-Bass. ISBN 978-0-470-89214-5
- Michener, James A. (1968), Iberia, (Spanish Travels and Reflections). A Fawcett Crest Book reprinted by arrangement with Random House, Inc. ISBN 0-449-20733-1
- Mizuo, Hiroshi (1970), "Toyo no Bigaku" (Oriental Aesthetics). Tokyo, Japan. Bijutsu sensho. OCLC 502035618
- Peterson, Susan (1974), Shoji Hamada: A Potter's Way and Work. Kodansha International – Harper & Row. ISBN 978-1-57498-198-8
- Richie, Donald (2007) A Tractate on Japanese Aesthetics, Berkeley, CA. Stone Bridge Press. ISBN 978-1-933330-23-5
- Sartwell, Crispin (2004) Six Names of Beauty, New York, NY. Routledge. ISBN 0-415-96558-6
- Tanizaki, Junichiro (1977)In Praise of Shadows, Sedgwick, ME. Leete's Island Books. ISBN 978-0-918172-02-0.
- Theodore, Constance Rodman (1993), "Shibusa and the Iron Glaze Ware of Dorothy Bearnson", University of Utah: Master of Arts thesis for Professor P. Lennox Tierney. ISBN 978-1-57498-198-8
- Theodore, Constance Rodman (2012), Shibusa USA: Beginner's Checklist. ISBN 978-1-62620-788-2
- Trevanian (1979), Shibumi, New York: Crown Publishers, Inc. ISBN 0-517-53243-3
- Ueda, Makoto (1985), "Shibui", Kodansha Encyclopedia of Japan. Tokyo: Kodansha Ltd. ISBN 978-0-87011-620-9
- Waters, Mary Yukari (2003), The Laws of Evening, 'Shibusa', New York: Scribner. ISBN 0-7432-4332-3
- Wildenhain, Marguerite (1973), The Invisible Core: A Potter's Life and Thoughts. Palo Alto, California:Pacific Books. ISBN 978-0-87015-201-6
- Yanagi, Soetsu (1966) "Mystery of Beauty" lecture, The Archie Bray Foundation, Helena, Montana.
- Yanagi, Soetsu (1972) The Unknown Craftsman- Japanese Insight into Beauty. Kodansha International Ltd. ISBN 0-87011-948-6
- Yanagi, Soetsu (1953) "The Way of Tea" lecture, Honolulu Academy of Arts, Honolulu, Hawaii.
- Young, David Earl (1965), "The Origin and Influence of the Concept of Shibusa in Japan", University of Hawaii:Master of Arts thesis. CB5.H3 no.645
- Young, David E. & Young, Michiko Kimura (2008), http://www.japaneseaesthetics.com.
- Young, David E. & Young, Michiko Kimura (2012), Spontaneity in Japanese Art and Culture, Gabriola, British Columbia, Canada:Coastal Tides Press ISBN 978-0-9881110-1-1